# Vrata (Hra o trůny)
Vrata (v anglickém originále The Door) je pátý díl šesté řady seriálu Hra o trůny. Premiéru v USA měl 22. května 2016, v České republice o den později. Epizodu režíroval Jack Bender. Díl si získal výjimečně dobré hodnocení, především díky dějové lince za Zdí, kde zemřel Hodor.

## Děj

### Na Severu

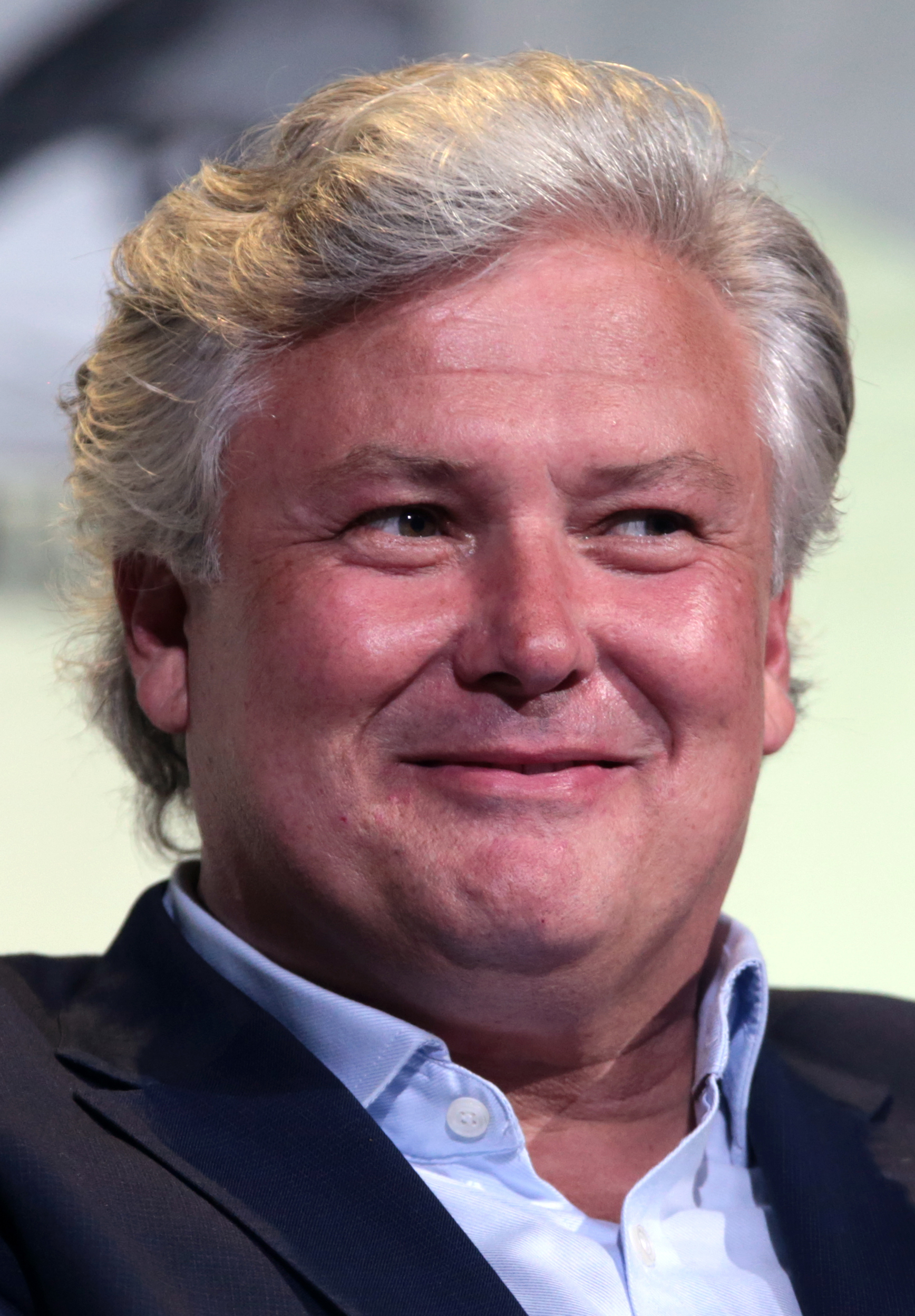
Conleth Hill, který ztvární Varyse, na Comic Conu 2016

Sansa (Sophie Turner) a Brien (Gwendoline Christie) se setkají s Malíčkem (Aidan Gillen). Sansa je na svého strýce naštvaná, protože to on jí navrhl sňatek s Ramsayem, aniž by řekl, jaký sadista to je. Petyr se brání tím, že skutečně netušil, jaký Ramsay Bolton je. Několikrát se omluví a pak navrhne, že pomůže Starkům v boji proti němu a vyšle jí na pomoc armádu Arrynů, což ale Sansa odmítne. Malíček jí proto alespoň poradí, aby se obrátila na svého druhého strýce: Černou rybu.

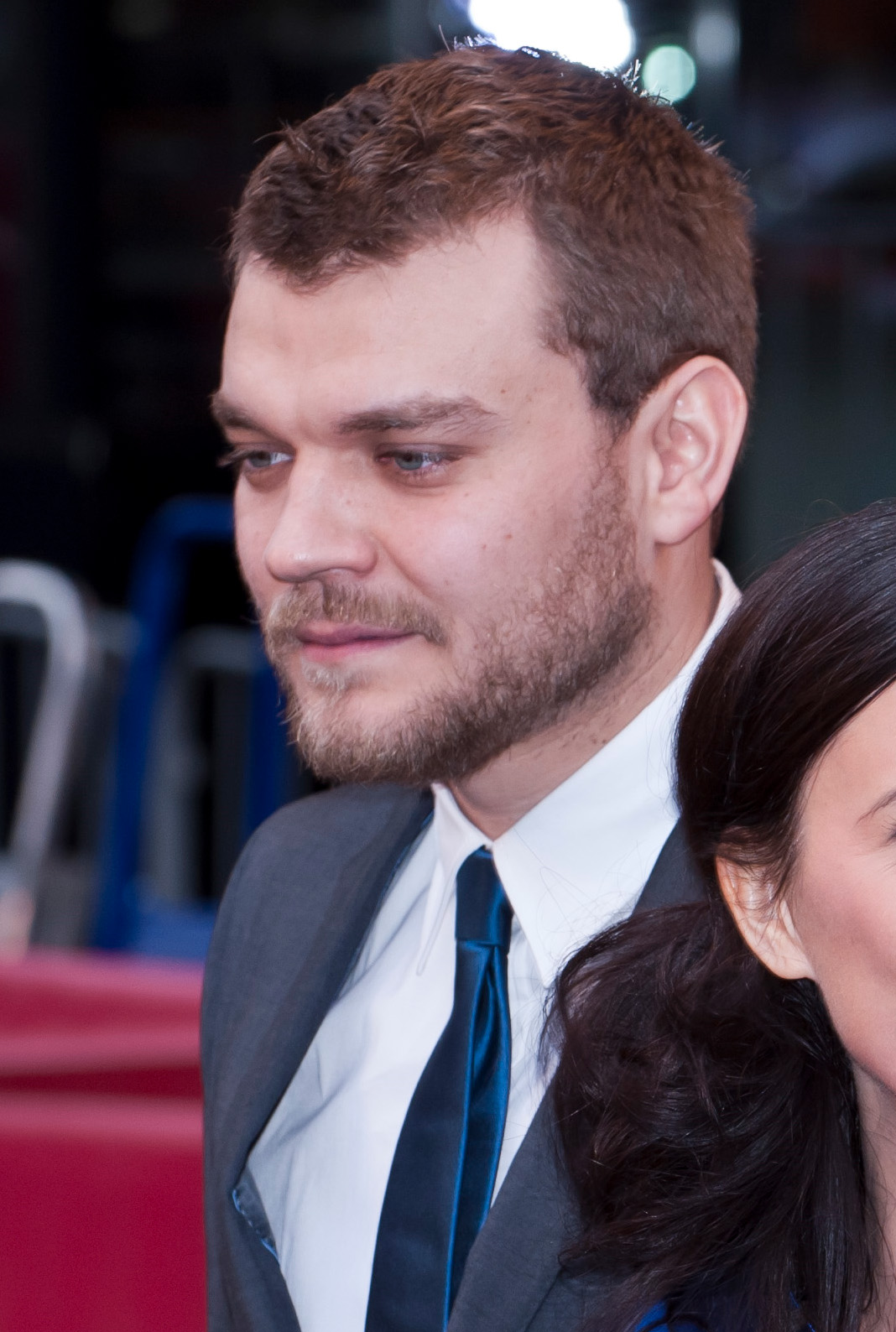
Dánský herec Pilou Asbæk, ztvárnitel Eurona Greyjoye

Sansa se vrací na Černý hrad a rozhodne se vyslat Briene, aby odjela do Řekotočí, které právě Lannisterové obléhají, a získala Černou rybu na svoji stranu.

### Za Úzkým mořem
Jorah (Iain Glen) se setká s Daenerys (Emilia Clarkeová) a přizná se, že ji už dlouho miluje. Také odhalí, že se nakazil šedým lupem a brzy zemře. Daenerys mu nařídí, aby se vydal do světa, našel lék a apak se vrátil, aby ji ochránil.
Tyrion (Peter Dinklage) a Varys (Conleth Hill) hledají novou spojenkyni, protože udržet situaci v Meerenu bez královny je těžké. Rozhodnou se tedy spolupracovat s Rudou kněžkou (Ania Bukstein), která jim nabízí, že bude se svými druhy kázat o Daenerys a přivede tak lid na její stranu.

### Železné ostrovy
Na Železných ostrovech probíhá královolba. Jako první kandidát se přihlásí Yara (Gemma Whelan), protože se ale na ostrovy vrátil Balonův syn, Theon (Alfie Allen), žádají Železní i jeho, aby se přihlásil do královolby. Theon vystoupí před dav, ale jen proto, aby nabídku na trůn odmítl a podpořil Yaru. V tu chvíli se objeví i Euron Greyjoy (Pilou Asbæk), který též má ambice stát se králem Železných ostrovů. Yara ho obviní z vraždy krále Balona, ale Euron to nepopírá, naopak, plně se k tomu přizná. Odhalí i své plány: po tom, co se stane králem, chce vyjet za Úzké moře a nabídnout Daenerys Targaryen flotilu a sňatek. Euron si nakonec získává největší přízeň a je korunován králem Železných.
Během korunovace Yara a Theon utečou s mnoha Železnými muži z ostrova, protože ví, že je nový král nechá zabít. Vezmou s sebou i ty nejlepší lodě, ale Eurona to nezastaví: rozkáže všem, aby začali pracovat na nových lodích.

### V Braavosu
Jaqen (Tom Wlaschiha) Arye (Maisie Williamsová) zadá úkol: zabít jedem herečku lady Crane. Její jméno bylo totiž slíbeno Mnohotvářnému bohu. Arya se tedy zúčastní jednoho z jejích představení a pozoruje zvyky lady Crane, načež se rozhodne, že jí jed zamíchá do rumu, který pije jen ona. Pochybuje ale o tom, že je správné herečku zabít, protože jí je sympatická.

### Za Zdí
Bran (Isaac Hempstead Wright) a Tříoká vránou (Max von Sydow) sledují, jak Děti lesa vytvořili Nočního krále: vbodli mu kus dračího skla do srdce. Leaf (Kae Alexander) pak Brandonovi vysvětluje, že to udělat museli, protože lidé je zabíjeli a oni proti nim neměli žádnou ochranu.
Bran se v jeskyni nudí a rozhodne se proto snít bez Tříoké vrány. Objeví se před stromem Starých bohů vedle armády Nemrtvých. Za nimi ale najde i Nočního krále, který ho uvidí a dokonce se jej dotkne. Brandonovi na ruce zůstane znamení a když se probudí, Tříoká vrána mu nařídí, že musí odejít, protože Noční král si ho najde. Naposledy se tedy Bran zasní a vrátí se na Zimohrad v době, kdy byl Hodor (Kristian Nairn) ještě malým chlapcem Wylisem (Sam Coleman). Mezitím, Nemrtví se dobývají do jeskyně a Děti lesa bojují proti nim: marně. Meera (Ellie Kendrick) se pokouší Brana ze snění probudit, ale nedaří se. Nakonec ale Brana donutí přejít do Hodora, čímž vznikne spojení mezi minulosti a současností.
Hodor je stále pod vedením Brana a když skupina uteče z jeskyně, musí držet vrata, aby je Nemrtví nemohli pronásledovat. Během chvíle a Meera musí sama táhnout Brana lesem.